# Ehrenfried-Oskar Boege
Ehrenfried-Oskar Boege född 11 november 1889 i Ostrowo ca 80 km öster om nuvarande Poznan i Polen död 31 december 1965 i Hildesheim. Tysk militär. Han befordrades till generalmajor 1942 och till general i infanteriet 1944. Erhöll Riddarkorset av järnkorset med eklöv 1944. Han hamnade i sovjetisk krigsfångenskap efter att de tyska styrkorna i Kurlandfickan kapitulerade i maj 1945 och dömdes till 25 års fängelse men frigavs efter 10 år i oktober 1955.

## Befäl
- 161. infanteriregementet december 1939 – juli 1940
- 7. infanteriregementet juli 1940 – februari 1942
- 197. Infanterie-Division februari 1942 – november 1943.
- Han deltog i utbildning av kårchefer i januari 1944 och blev
- XXXXI. Panzerkorps februari – mars 1944
- XLIII. Armeekorps juni – september 1944
- 18. Armee september 1944 – maj 1945.